# 韋斌 (明朝)
韋斌（？—？），字彦质，直隸大河衛人，軍籍，明朝政治人物。同進士出身。

## 生平
早年出身國子生，成化四年（1468年）戊子科應天府鄉試第三十名。成化十四年（1478年）戊戌科會試第九十九名，殿試登進士第三甲第一百四十八名。授户科給事中。

## 解元
曾祖父韋存仁。祖父韋士賢。父亲韋仲傑。母王氏。永感下。娶王氏，继娶沈氏。